# Petar Sawow
Petar Sawow (bulgarisch Петър Савов; * 2. Dezember 1988 in Sofia) ist ein bulgarischer Naturbahnrodler, der sowohl im Einsitzer als auch im Doppelsitzer startet. Er nahm bislang an zwei Europameisterschaften sowie einer Weltmeisterschaft teil und fuhr im Weltcup bisher dreimal unter die schnellsten zehn im Doppelsitzer sowie viermal unter die schnellsten 25 im Einsitzer.

## Karriere
Petar Sawow nimmt seit 2006 an internationalen Wettkämpfen teil. Am 22. Januar bestritt er in Olang sein erstes und in dieser Saison einziges Weltcuprennen, in dem er als drittletzter den 39. Platz im Einsitzer belegte. Eine Woche später nahm er an der Europameisterschaft 2006 in Umhausen teil, wo er sich mit Platz 42 ebenso wie bei der drei Wochen danach stattfindenden Juniorenweltmeisterschaft 2006 in Garmisch-Partenkirchen als 37. nur im Schlussfeld klassierte. In der Saison 2006/2007 nahm Sawow an vier der sechs Weltcuprennen im Einsitzer teil. Hierbei erzielte er Platzierungen um Rang 35 und wurde 43. im Gesamtweltcup. Bei der Junioreneuropameisterschaft 2007 in St. Sebastian kam er als 26. nur auf den vorletzten Platz. In der Saison 2007/2008 erzielte er in den drei Weltcuprennen, an denen er teilnahm, Platzierungen zwischen Rang 30 und Rang 33, womit er 39. im Gesamtweltcup wurde. Erstmals nahm er auch an einem Doppelsitzerrennen im Weltcup teil. Mit Tschawdar Arsow, der in allen anderen Rennen der Saison mit Galabin Bozew startete, kam er in Umhausen allerdings nur auf den zwölften und zugleich letzten Platz. Bei der Juniorenweltmeisterschaft 2008 in Latsch fuhr er auf Rang 22 im Einsitzer sowie mit Stefan Rajkow auf Platz zehn im Doppelsitzer und landete damit wieder nur im Schlussfeld.
In der Saison 2008/2009 nahm Sawow nur am ersten Weltcuprennen im Einsitzer teil, ging aber im zweiten Durchgang nicht mehr an den Start und nahm auch im Rest des Winters an keinen weiteren Wettkämpfen teil. In der Saison 2009/2010 hingegen startete er erstmals in allen sechs Weltcuprennen, sowohl im Einsitzer als auch im Doppelsitzer. Im Einsitzer erreichte er durchwegs Platzierungen um Rang 30, wobei sein bestes Ergebnis der 25. Platz im Weltcupfinale in Garmisch-Partenkirchen war. Damit konnte er sich als 30. in der Gesamtwertung erstmals im Mittelfeld platzieren und lag nur zwei Plätze hinter dem besten Bulgaren, Galabin Bozew. Im Doppelsitzer startete er in den ersten beiden Weltcuprennen mit Tschawdar Arsow und danach mit Galabin Bozew. Mit beiden Partnern kam er allerdings zumeist nur als Letzter ins Ziel. Auch bei der Europameisterschaft 2010 in St. Sebastian erzielte er mit Galabon Bozew als Elfter nur den vorletzten Platz im Doppelsitzer und zusammen mit Gergana Alexandrowa den zehnten und letzten Platz im Mannschaftswettbewerb. Im Einsitzer hingegen ließ er als 29. immerhin acht Läufer hinter sich.
In der Saison 2010/2011 nahm Sawow an jeweils drei Weltcuprennen im Ein- und Doppelsitzer teil. Im Einsitzer erreichte er mit den Plätzen 23 in Gsies sowie 24 in Kindberg und Unterammergau seine bisher besten Weltcupergebnisse und damit den 27. Platz im Gesamtweltcup, womit er erstmals bester Bulgare war. Im Doppelsitzer startete er in Gsies und Kindberg mit Galabin Bozew und in Unterammergau mit Georgi Antschow. Neben einem Ausfall belegte er einmal den elften und einmal den zehnten Platz. Bei der Weltmeisterschaft 2011 erzielte Sawow unter 40 gewerteten Rodlern den 29. Platz im Einsitzer. Im Doppelsitzer mit Galabin Bozew sowie im Mannschaftswettbewerb mit Bozew und Irma Karišik aus Bosnien und Herzegowina belegte er nur den letzten Platz. In der Saison 2011/2012 nahm Sawow an den ersten vier Weltcuprennen im Ein- und Doppelsitzer teil. Im Einsitzer belegte er Platzierungen knapp unter den besten 30 und im Doppelsitzer Platzierungen knapp außerhalb der Top 10. Dabei startete er im Doppelsitzer in den ersten drei Rennen mit Galabin Bozew und im vierten Rennen mit Georgi Antschow. An der Europameisterschaft 2012 sowie den beiden letzten Weltcuprennen des Winters nahm er nicht teil.

## Erfolge

### Weltmeisterschaften
- Umhausen 2011: 29. Einsitzer, 11. Doppelsitzer (mit Galabin Bozew), 9. Mannschaft

### Europameisterschaften
- Umhausen 2006: 42. Einsitzer
- St. Sebastian 2010: 29. Einsitzer, 11. Doppelsitzer (mit Galabin Bozew), 10. Mannschaft

### Juniorenweltmeisterschaften
- Garmisch-Partenkirchen 2006: 37. Einsitzer
- Latsch 2008: 22. Einsitzer, 10. Doppelsitzer (mit Stefan Rajkow)

### Junioreneuropameisterschaften
- St. Sebastian 2007: 26. Einsitzer

### Weltcup
- 2 × unter den besten 30 im Einsitzer-Gesamtweltcup
- 3 × unter den besten 15 im Doppelsitzer-Gesamtweltcup
- 4 Top-25-Platzierungen im Einsitzer
- 3 Top-10-Platzierungen im Doppelsitzer